# گروه رسانه‌ای حزب‌الله
گروه ارتباطات لبنان یا گروه رسانه‌ای لبنان که بیشتر با عنوان گروه رسانه‌ای حزب‌الله شناخته می‌شود، شرکتی است که توسط حزب‌الله لبنان برای مدیریت شبکه‌های المنار و النور، راه‌اندازی شده است.
سید حسن نصرالله، دبیرکل وقت حزب‌الله، از همه شهروندان لبنانی دعوت کرده بود تا برای آموزش نظامی حزب‌الله، در المنار و النور که بازوان رسانه‌ای شبکه حزب‌الله بوده و فعالیت‌های آن را با حمایت سازمان صداوسیمای جمهوری اسلامی ایران و سپاه پاسداران انقلاب اسلامی تسهیل کرده‌اند، داوطلب شوند. اعضای شورای اجرایی حزب‌الله، به ویژه دبیرکل، کنترل بودجه المنار و النور را در دست دارند.